# Lliga Gallega (Santiago de Compostel·la)
La Lliga Gallega fou una organització regionalista catòlica tradicionalista fundada a Santiago de Compostel·la. Activa entre 1898 i 1900. Presidida per Alfredo Brañas i amb Salvador Cabeza de León, primer alcalde galleguista de Santiago, com a secretari. Va tenir escassa activitat.
Fou un dels corrents en el que es va bifurcar l'Associació Regionalista Gallega, presidida per Manuel Murguía. La Lliga Gallega de Santiago va tenir una inspiració conservadora, davant la Lliga Gallega de la Coruña, més liberal.